# Хосе Алберто Кањас
Хосе Алберто Кањас (шп. José Alberto Cañas; Херез де ла Фронтера, 27. мај 1987) шпански је фудбалер. Игра на позицији задњег везног играча.

## Каријера
Кањас је прошао омладинску школу Реал Бетиса, а након завршетка омладинског стажа је играо за трећи и други тим Бетиса. Деби у првом тиму Бетиса је имао 3. маја 2009. на првенственој утакмици против Атлетико Мадрида, а шест дана касније је играо и на утакмици против Атлетик Билбаа и то су му били једини наступи у сезони 2008/09. У тој сезони Бетис је испао у Сегунду, а Кањас у наредној 2009/10. сезони није играо за први тим.
Од сезоне 2010/11. почиње да добија већу минутажу у Бетису. Одиграо је 15 мечева у Сегунди, и још два у Купу. Бетис је од сезоне 2011/12. поново заиграо у Примери, а Кањас је у тој сезони одиграо 22 првенствена меча, док је у наредној 2012/13. сезони наступио на 27 првенствених мечева. У дресу Бетиса је одиграо укупно 66 првенствених утакмица.
У лето 2013. године се прикључио енглеском премијерлигашу Свонсију, са којим је потписао трогодишњи уговор. У сезони 2013/14. је у дресу Свонсија одиграо 23 утакмице (19 као стартер) у Премијер лиги. Клуб је у тој сезони наступао и у Лиги Европе где је Кањас наступио на девет утакмица. Кањас се 1. септембра 2014. вратио у шпански фудбал и потписао уговор са Еспањолом. У сезони 2014/15. је одиграо 29 првенствених утакмица (24 као стартер) за Еспањол, док је у наредној 2015/16. сезони имао проблема са повредама, па је наступио на само 13 првенствених сусрета.
У јулу 2016. године је потписао трогодишњи уговор са грчким ПАОК-ом. Кањас је свој први гол у професионалној каријери постигао 2. априла 2017. године на првенственој утакмици против Ларисе. Кањас је за три сезоне у дресу ПАОК-а одиграо 56 првенствених утакмица. Поред тога је наступао и у Лиги Европе и квалификацијама за Лигу шампиона. Са ПАОК-ом је освојио првенство Грчке у сезони 2018/19. а поред тога је и три пута био освајач националног Купа.
Крајем јуна 2019. године је потписао двогодишњи уговор са Црвеном звездом. Током јесењег дела сезоне 2019/20, Кањас је за Црвену звезду забележио 21 наступ у свим такмичењима. У Суперлиги Србије је забележио девет наступа и један гол против Мачве, у квалификацијама и групној фази Лиге шампиона уписао је 11 мечева а једну утакмицу је одиграо и у Купу Србије. Доласком новог тренера Дејана Станковића, Кањас је одстрањен из такмичарског погона. Није више наступао за први тим, а у августу 2020. је и званично раскинуо уговор са клубом.

## Трофеји

### ПАОК
- Првенство Грчке (1) : 2018/19.
- Куп Грчке (3) : 2016/17, 2017/18, 2018/19.

### Црвена звезда
- Суперлига Србије (1) : 2019/20.